# رگاوووکا
رگاوووکا (به لهستانی:  Rygałówka) یک روستا در لهستان است که در گمینا لیپسک واقع شده‌است.